# 羽村駅

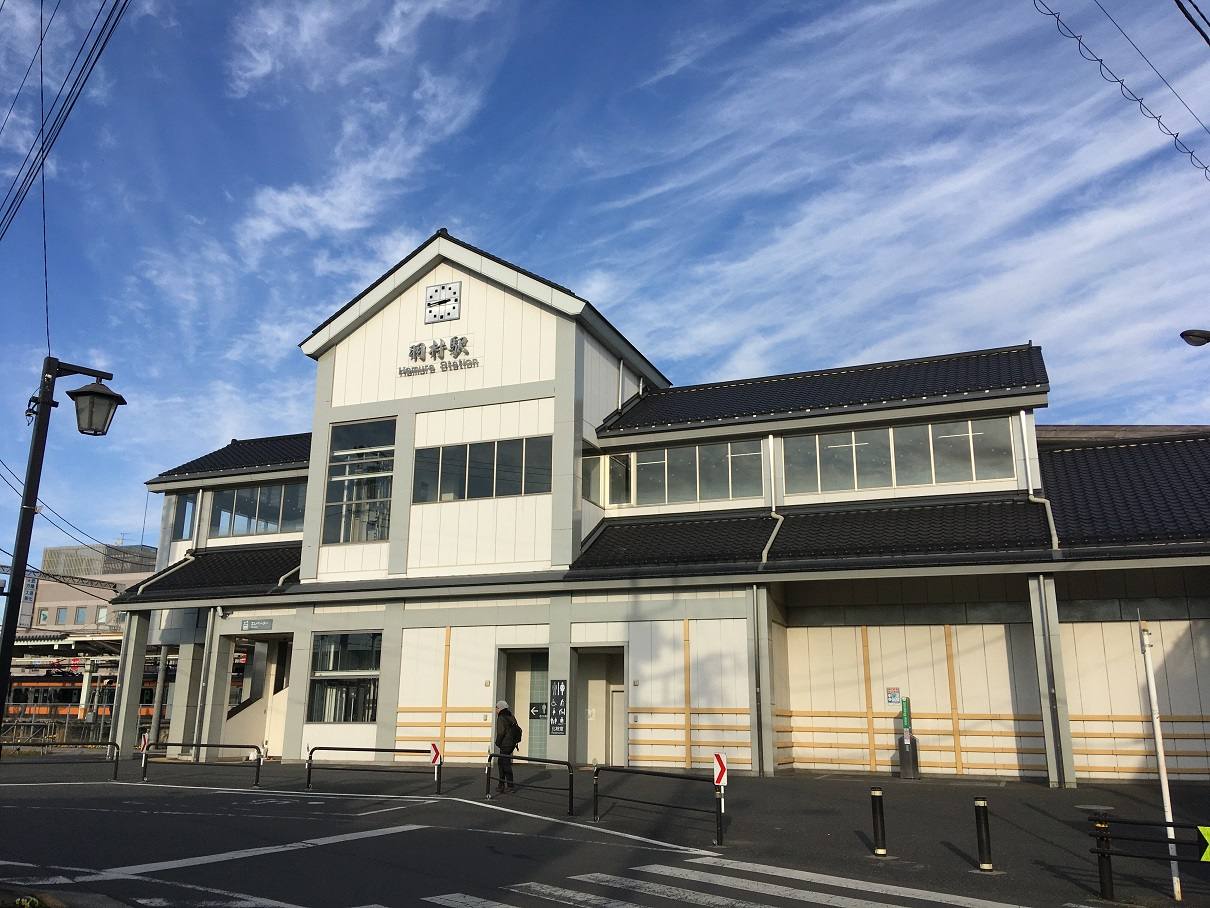
西口（2019年12月）

羽村駅（はむらえき）は、東京都羽村市羽東一丁目にある、東日本旅客鉄道（JR東日本）青梅線の駅である。駅番号はJC 58。八王子支社管轄の駅。

## 歴史
- 1894年（明治27年）11月19日：青梅鉄道（後の青梅電気鉄道）立川 - 青梅間開通と同時に開業[2][3]。旅客および貨物の取り扱いを開始[3]。
- 1925年（大正14年）：年間乗降客163,000人（1日平均447人）
- 1944年（昭和19年）4月1日：青梅電気鉄道が戦時買収私鉄に指定され国有化[2][3]。運輸通信省青梅線の駅となる[2]。
- 1961年（昭和36年）11月16日：貨物の取り扱いを廃止[3]。
- 1971年（昭和46年）2月1日：荷物扱い廃止[3]。
- 1973年（昭和48年）6月1日：橋上駅舎に改築。
- 1984年（昭和59年）4月12日：東口昇降階段を2方向に改築。
- 1987年（昭和62年）4月1日：国鉄分割民営化に伴い、東日本旅客鉄道（JR東日本）の駅となる[2][3]。
- 1995年（平成7年）11月22日：自動改札機を設置し、供用開始[4]。
- 2001年（平成13年）11月18日：ICカード「Suica」の利用が可能となる[広報 1]。
- 2005年（平成17年）3月25日：みどりの窓口の営業を終了し、「もしもし券売機Kaeruくん」を設置[5]。
- 2007年（平成19年）11月3日：西口新駅舎が完成。
- 2012年（平成24年）2月21日：「もしもし券売機Kaeruくん」を廃止。
- 2017年（平成29年）8月：西側増築工事が行われ、キオスクが移転。
- 2020年（令和2年）：改札口改装工事が完了。

## 駅構造
島式ホーム1面2線を有する地上駅で、橋上駅舎を持つ。改札内にエレベーター1台エスカレーター2台（福生方に2人用が上り下りともあり、階段は小作方のみ）羽村市管理の自由通路にも東西各出口にエレベーターがあるほか、エスカレーターも東西各出口とも2人用が上り下りとも1台ずつある（東口は小作方が下りで福生方が上り・西口は福生方に上り下りともある）。
JR東日本ステーションサービスが駅業務を受託している青梅駅管理の業務委託駅。駅舎内には自動券売機4台（3台は多機能券売機、1台は指定席券売機）・自動改札機・自動精算機が設置されている。2005年3月25日に有人のみどりの窓口が廃止され、代替として「もしもし券売機Kaeruくん」が設置されたが、2012年2月21日をもって営業終了し撤去された。
なお、初電から6:25までは無人扱いとなるため、乗車駅証明書発行機から乗車駅証明書を取って乗車し、着駅で精算する。
改札外自由通路の自動改札機対面に売店KIOSKがあったが、2017年8月の増築工事に伴い移転した。
西口は2007年11月3日に新駅舎が竣工された。現在は自由通路拡幅等整備事業による工事が行われており、ホーム上に仮囲いが設置されている。また、西口土地区画整理事業が進められている。
JR中央線と青梅線立川駅 - 青梅駅間は、2020年代の前半（2021年度以降の向こう5年以内）をめどにオレンジ帯の電車に2階建てグリーン車を2両連結させ12両編成運転を行う。そのため当駅は、ホームの12両編成対応改築工事や信号設備改良・構内配線の一部変更などが実施され、2024年10月12日までにこれらの工事を全て完了し、翌日10月13日より快速電車・青梅線における12両編成の運転が一部列車で開始された。
2023年8月にKIOSKが閉店した。KIOSK跡地には無人のファミリーマートがオープンした。

### のりば
| 番線 | 路線           | 方向 | 行先                       |
| ---- | -------------- | ---- | -------------------------- |
| 1    | 青梅線         | 下り | 青梅・御嶽・奥多摩方面     |
| 2    | 青梅線・中央線 | 上り | 拝島・立川・新宿・東京方面 |

（出典：JR東日本:駅構内図）

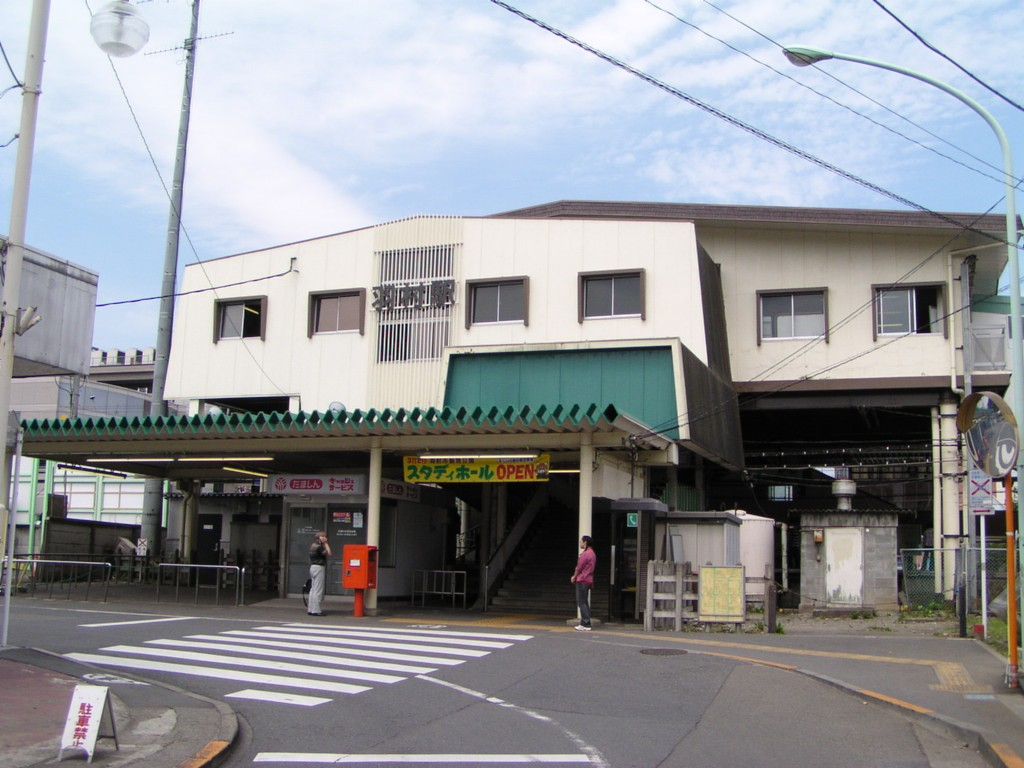
旧西口駅舎（2005年6月）
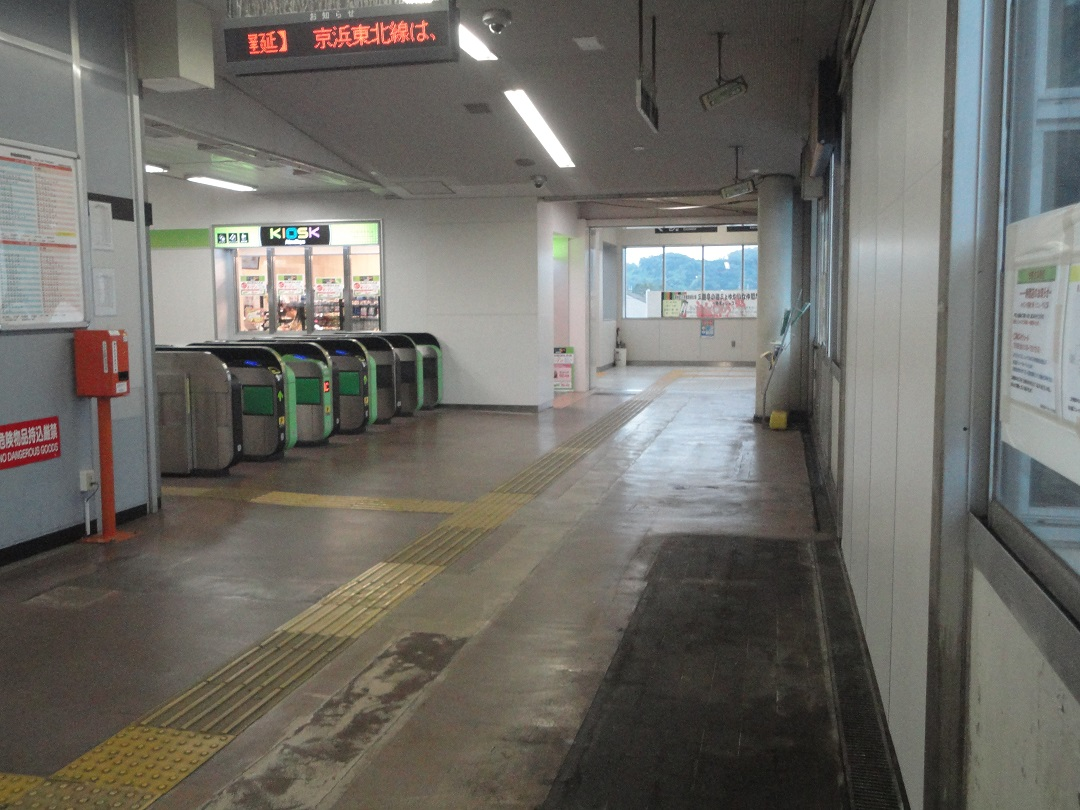
改装前の改札口広場 （キオスクは増築部に移転後の状態。手前は移転前のキオスク跡）（2017年8月）
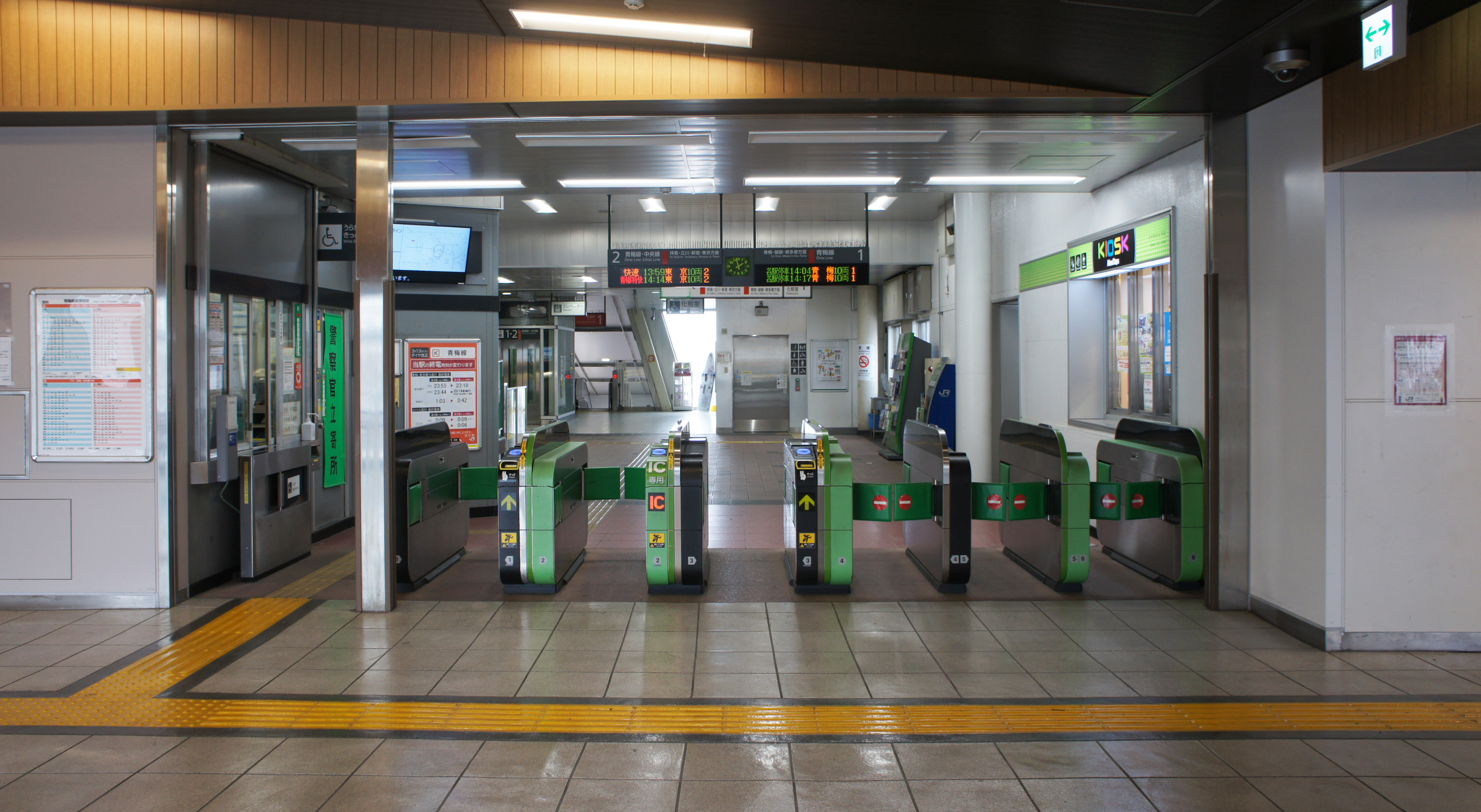
改修後の改札口（2021年4月）
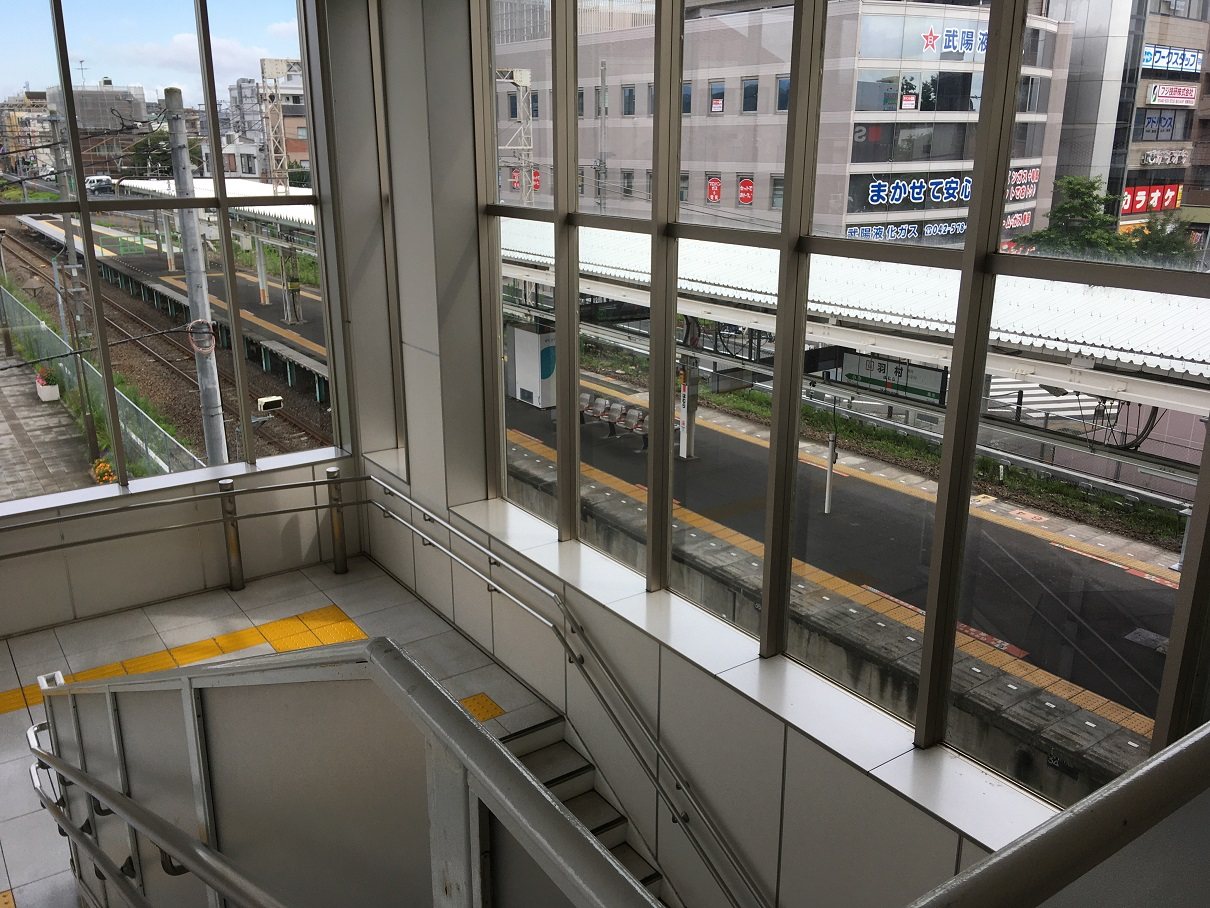
西口より撮影したホーム。写真左奥に12両対応延長部が見える。（2020年7月）
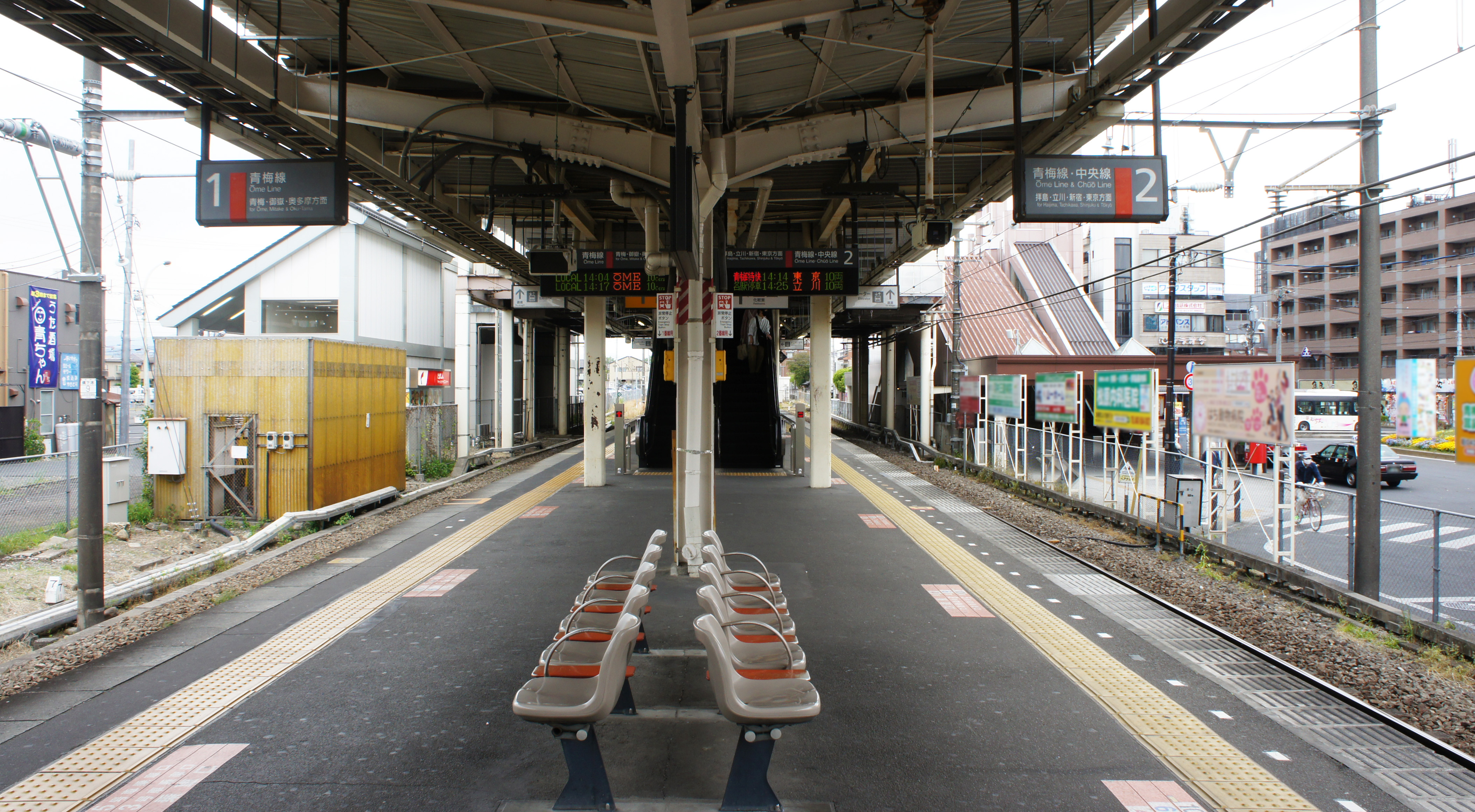
ホーム（2021年4月）

## 利用状況
2023年度（令和5年度）の1日平均乗車人員は11,988人である。
1990年度（平成2年度）以降の1日平均乗車人員の推移は下記の通り。
| 年度               | 1日平均 乗車人員 | 出典     |
| ------------------ | ---------------- | -------- |
| 1990年（平成02年） | 15,564           | [ * 1 ]  |
| 1991年（平成03年） | 16,205           | [ * 2 ]  |
| 1992年（平成04年） | 16,647           | [ * 3 ]  |
| 1993年（平成05年） | 15,759           | [ * 4 ]  |
| 1994年（平成06年） | 15,340           | [ * 5 ]  |
| 1995年（平成07年） | 14,839           | [ * 6 ]  |
| 1996年（平成08年） | 15,381           | [ * 7 ]  |
| 1997年（平成09年） | 14,865           | [ * 8 ]  |
| 1998年（平成10年） | 14,167           | [ * 9 ]  |
| 1999年（平成11年） | 13,716           | [ * 10 ] |
| 2000年（平成12年） | 13,570           | [ * 11 ] |
| 2001年（平成13年） | 13,576           | [ * 12 ] |
| 2002年（平成14年） | 13,836           | [ * 13 ] |
| 2003年（平成15年） | 14,088           | [ * 14 ] |
| 2004年（平成16年） | 14,505           | [ * 15 ] |
| 2005年（平成17年） | 14,527           | [ * 16 ] |
| 2006年（平成18年） | 14,458           | [ * 17 ] |
| 2007年（平成19年） | 14,339           | [ * 18 ] |
| 2008年（平成20年） | 14,318           | [ * 19 ] |
| 2009年（平成21年） | 14,095           | [ * 20 ] |
| 2010年（平成22年） | 13,970           | [ * 21 ] |
| 2011年（平成23年） | 13,872           | [ * 22 ] |
| 2012年（平成24年） | 14,009           | [ * 23 ] |
| 2013年（平成25年） | 14,103           | [ * 24 ] |
| 2014年（平成26年） | 13,745           | [ * 25 ] |
| 2015年（平成27年） | 13,914           | [ * 26 ] |
| 2016年（平成28年） | 13,958           | [ * 27 ] |
| 2017年（平成29年） | 13,893           | [ * 28 ] |
| 2018年（平成30年） | 13,816           | [ * 29 ] |
| 2019年（令和元年） | 13,687           | [ * 30 ] |
| 2020年（令和02年） | 10,125           |          |
| 2021年（令和03年） | 10,755           |          |
| 2022年（令和04年） | 11,439           |          |
| 2023年（令和05年） | 11,988           |          |

## 駅周辺
羽村市の中心駅である。東口には路線バスやタクシーが発着し、西友やビジネスホテルなどの商業施設が多く、また、クルクル回るモニュメント（東口の写真左側）も特徴となっている。また、西口は商店街であるが、現在区画整理事業が行われている途上で、2007年11月3日には新駅舎が完成した。
西口の土地区画整理事業については2003年に計画されたが、住民や地権者らと羽村市との間で反対運動と事業計画の見直しが続けられてきた。2019年2月22日には、東京地方裁判所で市による事業計画決定を取り消す判決があった。

### 街道・河川
- 羽村取水堰・玉川上水
- 多摩川
- 旧鎌倉街道
- 羽村街道
- 羽村駅前中央通り

### 公共・教育施設
- 羽村市役所 - 当駅と小作駅との中間付近
- 羽村市図書館
- 羽村市生涯学習センター「ゆとろぎ」
- 羽村市産業福祉センター
- 羽村市商工会
- 羽村市観光協会
- 羽村市シルバー人材センター
- 羽村市社会福祉協議会
- 羽村市動物公園
- 警視庁 福生警察署
- 東京消防庁福生消防署 羽村出張所
- 東京都立羽村高等学校
- 東京都立羽村特別支援学校
- 羽村市立羽村第一中学校
- 羽村市立富士見小学校
- 羽村市立羽村東小学校

### 商工業施設・金融機関など
- 日野自動車 羽村工場
- 西友 羽村店（1階のみ24時間営業）
- いなげや ina21羽村富士見平店
- 福島屋 本店
- マルフジ 羽村店
- ダイソー 羽村店
- 羽村郵便局
- 羽村南郵便局
- 羽村富士見郵便局
- 西武信用金庫 羽村支店
- 多摩信用金庫 羽村支店
- 青梅信用金庫 羽村支店
- 西多摩農業協同組合（JAにしたま） 本店（西口）
- JAにしたま羽村東口ビル
- 山梨中央銀行 羽村支店
- 中央労働金庫 西多摩支店
- トワーズ 羽村店
- 羽村ドーム バッティングスタジアム
- 山木ボクシングジム
- 自然派やさい直売所 ベジ・ベジ

### 史跡
- まいまいず井戸

## バス路線
1990年代に、羽村市内循環線（羽市1・羽市2系統、立川バス・西東京バス共同運行）が存在していた。当駅付近には羽村駅西バス停に停車していた。
また、西武バスがザ・モールみずほ16へのバスを運行していたが、同モールの閉店によって廃止された。
| 運行事業者                                                          | 系統・行先 | 備考 |
| 羽村駅東口                                                          | 羽村駅東口 | 羽村駅東口 |
| ------------------------------------------------------------------- | --- | --- |
| 立川バス                                                            | - 羽12-1・羽14：箱根ケ崎駅 - 羽17：長岡循環 | 「羽14」は平日1往復のみ運行                                                                                      |
| 西東京バス                                                          | - 羽31：新町九丁目循環 - 羽33：西東京バス青梅支所 - 早朝直行バス：羽田空港 - 深夜ご帰宅バス：河辺駅北口 | - 「羽31」は平日3本・土休日1本のみ運行 - 「羽33」は平日1本・土休日1往復のみ運行 - 「深夜ご帰宅バス」は休日等運休 |
| コミュニティバス「はむらん」 （運行：羽村市、運行委託：西東京バス） | - 羽村東コース：羽村団地西・動物公園前方面 - 羽村西コース：神明苑・郷土博物館方面 - 小作コース：小作立体・小作本町会館方面 / 小作駅東口・グリーントリム公園方面 - 羽村中央コース：羽村市役所・小作駅東口方面 / 福生病院方面 | |
| 羽村駅西口                                                          | | |
| コミュニティバス「はむらん」 （運行：羽村市、運行委託：西東京バス） | 羽村西コース：いこいの里・スポーツセンター方面 | |
| 羽村駅西                                                            | | |
| 西東京バス                                                          | 福30：福生駅西口 | 土休日1本のみ運行                                                                                                |

## 隣の駅
東日本旅客鉄道（JR東日本）
 青梅線
■特別快速「ホリデー快速おくたま」（土休日のみ）
通常は通過（「はむら花と水のまつり」（チューリップまつり）開催期間中のみ停車）
■通勤特快（平日上りのみ）・■青梅特快・■通勤快速（平日下りのみ）・■快速・■各駅停車（以上はいずれも青梅線内は各駅に停車）
福生駅 (JC 57) - 羽村駅 (JC 58) - 小作駅 (JC 59)

### 記事本文